# Université Toulouse-III-Paul-Sabatier
Université Toulouse-III-Paul-Sabatier,  også kendt som Université Paul Sabatier (Toulouse 3) er et fransk universitet, der ligger i Aerospace Valley i Toulouse. Universitetet har mere end 32 000 studerende. Navnet er en hyldest til kemikeren Paul Sabatier.
Det er medlem af Université Fédérale Toulouse Midi-Pyrénées.

## Berømte alumner
- Pascal Madeleine, professor i idrætsvidenskab og sundhedsteknologi ved Institut for Medicin og Sundhedsteknologi på Aalborg Universitet
- Ole E. Barndorff-Nielsen, dansk statistiker uddannet fra Aarhus Universitet